# Хокейний турнір Зимової Спартакіади народів СРСР 1982
Хокейний турнір V зимової Спартакіади народів СРСР проходив з 15 по 27 лютого 1982 року в місті Норильськ в палаці спорту «Арктика». У змаганнях брали участь хокеїсти віком до 18 років.

## Попередній турнір

### 1 тур
Джерела:

#### 15 лютого
- Казахстан — Горьковська обл. 11:5
- Білорусь — Литва 18:0
- Україна — Естонія 7:1
- Свердловська обл. — Новосибірська обл. 5:0

#### 16 лютого
- Челябінська обл. — Куйбишевська обл. 9:4
- Москва — Узбекістан 26:0
- Московська обл. — Латвія 7:4
- Ленінград — Красноярський край 3:3

### 2 тур
Джерела:
- Горьковська обл. — Литва 36:0
- Білорусь — Казахстан 8:7
- Свердловська обл. — Україна 7:3
- Новосибірська обл. — Естонія 13:1
- Москва — Куйбишевська обл. 13:4
- Челябінська обл. — Узбекістан 17:1
- Ленінград — Латвія 7:2
- Московська обл. — Красноярський край 9:3

### 3 тур
Джерела:
- Горьковська обл. — Білорусь 5:4
- Свердловська обл. — Естонія 9:0
- Москва — Челябінська обл. 5:3
- Московська обл. — Ленінград 3:3

| Місце | Команда           | Очок |
| ----- | ----------------- | ---- |
| 1     | Москва            | 6    |
| 2     | Челябінська обл.  | 4    |
| 3     | Куйбишевська обл. | 2    |
| 4     | Узбекістан        | 0    |

| Місце | Команда            | Очок |
| ----- | ------------------ | ---- |
| 1     | Свердловська обл.  | 6    |
| 2     | Новосибірська обл. | 4    |
| 3     | Україна            | 2    |
| 4     | Естонія            | 0    |

| Місце | Команда            | Очок |
| ----- | ------------------ | ---- |
| 1     | Московська обл.    | 5    |
| 2     | Ленінград          | 4    |
| 3     | Красноярський край | 3    |
| 4     | Латвія             | 0    |

| Місце | Команда          | Очок |
| ----- | ---------------- | ---- |
| 1     | Казахстан        | 4    |
| 2     | Білорусь         | 4    |
| 3     | Горьковська обл. | 4    |
| 4     | Литва            | 0    |

## Фінальний турнір

### Фінальна група

#### 1 тур
Джерела:
- Свердловська обл. — Московська обл. 5:3
- Москва — Казахстан 12:0

#### 2 тур
Джерела:
- Москва — Свердловська обл. 7:1
- Московська обл. — Казахстан 3:2

#### 3 тур
Джерела:
- Москва — Московська обл. 11:3
- Свердловська обл. — Казахстан (перемогла Свердловська обл.)

| Місце | Команда           | Очок |
| ----- | ----------------- | ---- |
| 1     | Москва            | 6    |
| 2     | Свердловська обл. | 4    |
| 3     | Московська обл.   | 2    |
| 4     | Казахстан         | 0    |

### Турнір за 5-8 місця

#### 1 тур
Джерела:
- Новосибірська обл. — Ленінград 3:2
- Білорусь — Челябінська обл. 10:3

#### 2 тур
Джерела:
- Новосибірська обл. — Челябінська обл. 8:1
- Ленінград — Білорусь 6:2

#### 3 тур
Джерела:
- Білорусь — Новосибірська обл. 9:4
- Ленінград — Челябінська обл. (переміг Ленінград)

| Місце | Команда            | Очок |
| ----- | ------------------ | ---- |
| 5     | Ленінград          | 4    |
| 6     | Білорусь           | 4    |
| 7     | Новосибірська обл. | 4    |
| 8     | Челябінська обл.   | 0    |

За кращої різниці шайб 5 місце у Ленінграда, 6 у Білорусі, 7 у Новосибірської обл.

### Турнір за 9-12 місця

#### 1 тур
Джерела:
- Україна — Куйбишевська обл. 6:6
- Горьковська обл. — Красноярський край 8:6

#### 2 тур
Джерела:
- Горьковська обл. — Куйбишевська обл. 6:5
- Україна — Красноярський край 5:4

#### 3 тур
Джерела:
- Горьковська обл. — Україна (перемогла Горьковська обл. або нічия)
- Красноярський край — Куйбишевська обл. (переміг Красноярський край)

| Місце | Команда            |
| ----- | ------------------ |
| 9     | Горьковська обл.   |
| 10    | Україна            |
| 11    | Красноярський край |
| 12    | Куйбишевська обл.  |

### Турнір за 13-16 місця

#### 1 тур
Джерела:
- Естонія — Узбекістан 4:3
- Латвія — Литва 17:2

#### 2 тур
Джерела:
- Латвія — Естонія 7:2
- Узбекістан — Литва 6:2

#### 3 тур
Джерела:
- Латвія — Узбекістан (перемогла Латвія)
- Естонія — Литва (перемогла Естонія)

| Місце | Команда    |
| ----- | ---------- |
| 13    | Латвія     |
| 14    | Естонія    |
| 15    | Узбекістан |
| 16    | Литва      |